# Thomas Heaton
Thomas David Heaton (sinh ngày 15 tháng 4 năm 1986) còn được biết đến với tên gọi Tom Heaton là một cầu thủ bóng đá chuyên nghiệp người Anh thi đấu ở vị trí thủ môn cho câu lạc bộ Manchester United và đội tuyển quốc gia Anh.
Heaton trưởng thành từ học viện Manchester United nhưng không thể chen chân vào đội một, phải thi đấu dưới dạng cho mượn tại Swindon Town, Royal Antwerp, Cardiff City, Queens Park Rangers, Rochdale và Wycombe Wanderers, trước khi chính thức gia nhập Cardiff City sau khi hết hạn hợp đồng với United vào tháng 7 năm 2010. Sau đó, anh chuyển sang Bristol City theo bản hợp đồng một năm với tùy chọn năm thứ hai nhưng đã từ chối vào tháng 5 năm 2013 để chuyển đến Burnley, nơi anh ở lại trong 6 năm trước khi gia nhập Aston Villa năm 2019. Sau 2 năm gắn bó với Aston Villa, anh đã trở lại Manchester United vào tháng 7 năm 2021.
Trước đây là một tuyển thủ từ cấp độ U-16 đến U-21, Heaton đã có trận ra mắt đội tuyển quốc gia trong trận gặp Áo vào ngày 27 tháng 5 năm 2016 trong trận đấu khởi động cho UEFA Euro 2016.

## Sự nghiệp câu lạc bộ

### Trở lại Manchester United
Sau hết hạn hợp đồng với Aston Villa, Heaton đã đồng ý trở lại Manchester United vào ngày 2 tháng 7 năm 2021 theo dạng chuyển nhượng tự do. Hợp đồng của anh và United có thời hạn hai năm cùng tùy chọn gia hạn thêm một năm.
Ngày 8 tháng 12 năm 2021, Heaton đã có trận ra mắt đội một khi vào sân thay cho Dean Henderson ở phút 68 trận đấu gặp BSC Young Boys tại UEFA Champions League 2021–22.

## Danh hiệu
Cardiff City
- Á quân Football League Cup: 2011–12

Manchester United
- Vô địch Cúp liên đoàn Anh: 2022-23[cần dẫn nguồn]

Burnley
- Football League Championship: 2015–16;[3] á quân: 2013–14[4]

Đội tuyển quốc gia Anh
- Hạng ba UEFA Nations League: 2018–19

Cá nhân
- PFA Team of the Year: Championship 2015–16